# Folsom (Luizjana)
Folsom – wieś w Stanach Zjednoczonych, w stanie Luizjana, w parafii St. Tammany.